# Glenn McGrath
Pour les articles homonymes, voir McGrath.
Glenn Donald McGrath, parfois surnommé Le Pigeon, est un joueur de cricket international australien né le 9 février 1970 à Dubbo en Nouvelle-Galles du Sud, et généralement considéré comme l'un des meilleurs fast bowlers de l'histoire du cricket. Il débute en Test cricket et en One-day International avec l'équipe d'Australie en 1993. Il établit plusieurs records significatifs au cours d'une carrière internationale qui s'achève en 2007. Il est encore à ce jour le fast bowler ayant éliminé le plus d'adversaires en Test cricket.

## Bilan sportif

### Principales équipes
|                        | First-class       | List A            | Twenty20 |
| ---------------------- | ----------------- | ----------------- | -------- |
| Nouvelle-Galles du Sud | 1992-93 - 2005-06 | 1992-93 - 2005-06 | 2007-08  |
| Worcestershire         | 2000              | 2000              |          |
| Middlesex              | 2004              | 2004              |          |
| Delhi Daredevils       |                   |                   | 2008     |

## Sélections
- 124 sélections en Test cricket (1993 - 2007)
- 250 sélections en One-day International (1993 - 2007)
- 2 sélections en Twenty20 International (2005)

## Récompenses et honneurs
- Un des cinq Wisden Cricketers of the Year de l'année 1998
- Allan Border Medal en 2000
- Désigné meilleur joueur de la Coupe du monde 2007

## Records et performances

### EnTest cricket
- Plus grand nombre de wickets pris par un fast bowler (563).

### EnOne-day International
- Plus grand nombre de wickets en une série de matchs (27, en 2003 contre l'Angleterre et le Sri Lanka).

### En Coupe du monde
- Plus grand nombre de wickets (71).
- Plus grand nombre de wickets en une seule Coupe du monde (26, en 2007).
- Meilleure statistique au lancer en un match de Coupe du monde (7/15, en 2003 contre la Namibie).